# Zoe Atkin
Zoe Atkin (Newton, Estados Unidos, 16 de enero de 2003) es una deportista británica que compite en esquí acrobático, especialista en la prueba de halfpipe. Su hermana Isabel compite en el mismo deporte.
Ganó tres medallas en el Campeonato Mundial de Esquí Acrobático entre los años 2021 y 2025. Adicionalmente, consiguió dos medallas en los X Games de Invierno.

## Medallero internacional
| Campeonato Mundial | Campeonato Mundial     | Campeonato Mundial | Campeonato Mundial |
| Año                | Lugar                  | Medalla            | Prueba             |
| ------------------ | ---------------------- | ------------------ | ------------------ |
| 2021               | Aspen (Estados Unidos) | Medalla de bronce  | Halfpipe           |
| 2023               | Bakuriani (Georgia)    | Medalla de plata   | Halfpipe           |
| 2025               | Engadina (Suiza)       | Medalla de oro     | Halfpipe           |

| X Games de Invierno | X Games de Invierno    | X Games de Invierno | X Games de Invierno |
| Año                 | Lugar                  | Medalla             | Prueba              |
| ------------------- | ---------------------- | ------------------- | ------------------- |
| 2023                | Aspen (Estados Unidos) | Medalla de oro      | Superpipe           |
| 2024                | Aspen (Estados Unidos) | Medalla de plata    | Superpipe           |